# Ulica Generała Ludomiła Rayskiego w Szczecinie
Gen. Ludomiła Rayskiego (do 1945 Kronprinzenstraße, 1945–1947 Polonii Zagranicznej, 1947–1992 Karola Świerczewskiego) – ulica położona w szczecińskiej dzielnicy Śródmieście na osiedlu Centrum. Część gwiaździstego układu urbanistycznego Centrum. 
Pod koniec XIX wieku w kamienicy przy ulicy Rayskiego 19 przez krótki czas mieszkał niemiecki pisarz Kurt Tucholsky.

## Przebieg
Ulica zaczyna się na skrzyżowaniu z aleją Wyzwolenia. Następnie krzyżuje się z ulicą Mazurską (skrzyżowanie w postaci ronda), dochodzi do pl. Grunwaldzkiego, a za nim dociera do pl. Zamenhofa, gdzie kończy swój bieg.

## Zabudowa

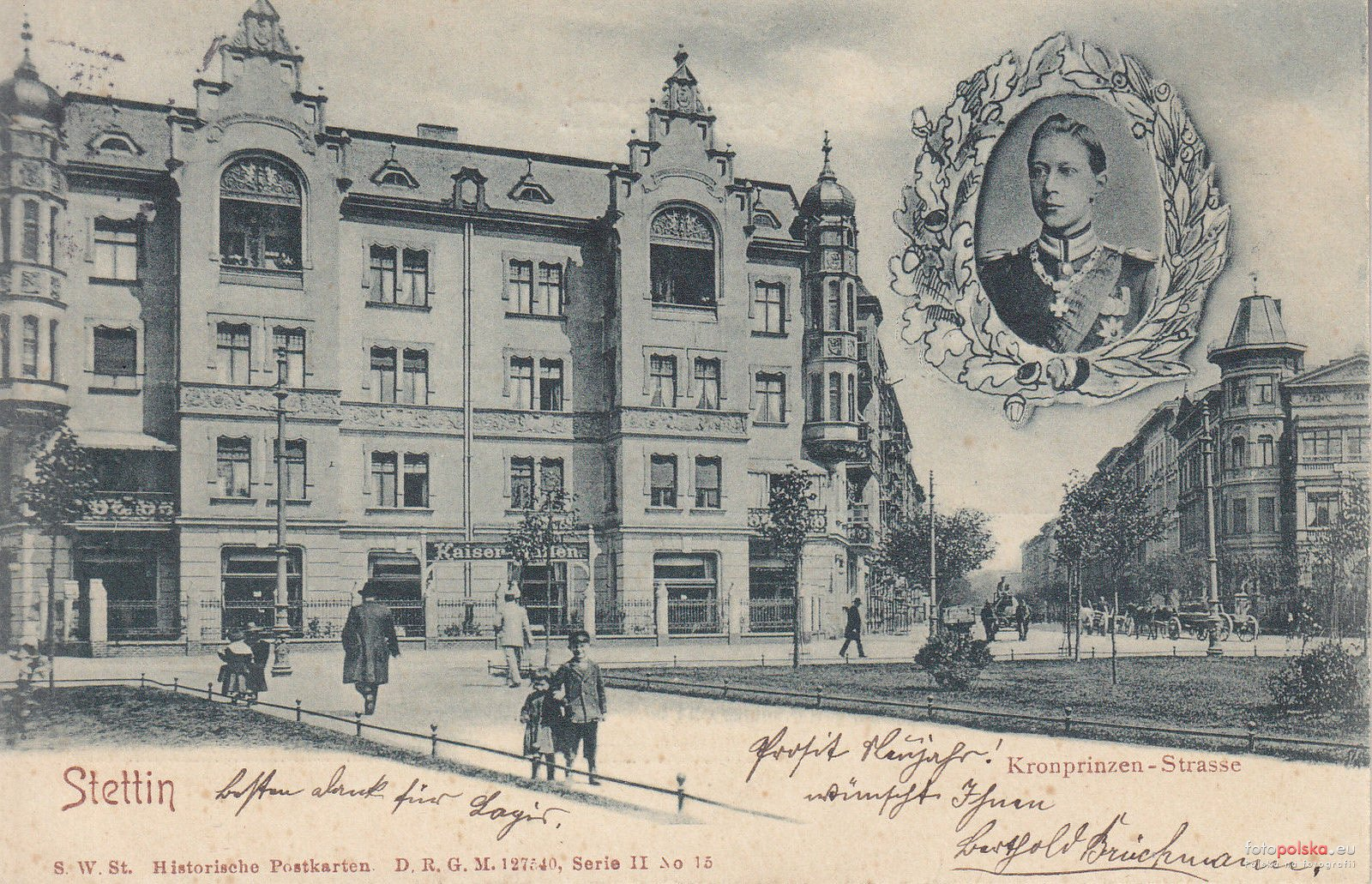
Kronprinzenstraße w 1900 r., narożnik z Kaiser-Wilhelm-Platz (po lewej kamienica restauracji Kaiserhallen)

W wyniku działań wojennych zniszczona została większość zabudowy ul. Rayskiego. Zwarta zabudowa kamieniczna z końca XIX w. istnieje jedynie w końcowym odcinku ulicy, między pl. Grunwaldzkim a pl. Zamenhofa. Ulica na pozostałym odcinku zabudowana jest współczesnymi budynkami mieszkalnymi pochodzącymi z lat 60. oraz 70. XX w. Dwa z nich, wieżowce wznoszące się na narożnikach z pl. Grunwaldzkim (projektu Tadeusza Ostrowskiego), otrzymały w 1965 tytuł „Mistera Szczecina”.
Przy ul. Rayskiego 9 znajduje się Szkoła Podstawowa nr 54 im. Janusza Korczaka (przeniesiona z ul. Edmunda Bałuki i połączona z dawną SP 64). Przed budynkiem szkoły stoi pomnik Króla Maciusia.
Pod koniec 2014 zmieniono organizację ruchu: wprowadzono parkowanie równoległe oraz wyznaczono pas rowerowy. Utworzone zostało rondo na skrzyżowaniu z ul. Mazurską.
Od 1945 przez pewien czas w kamienicy pod numerem 16 mieściła się siedziba przedsiębiorstwa Tramwaje i Autobusy Miasta Szczecina.

## Galeria

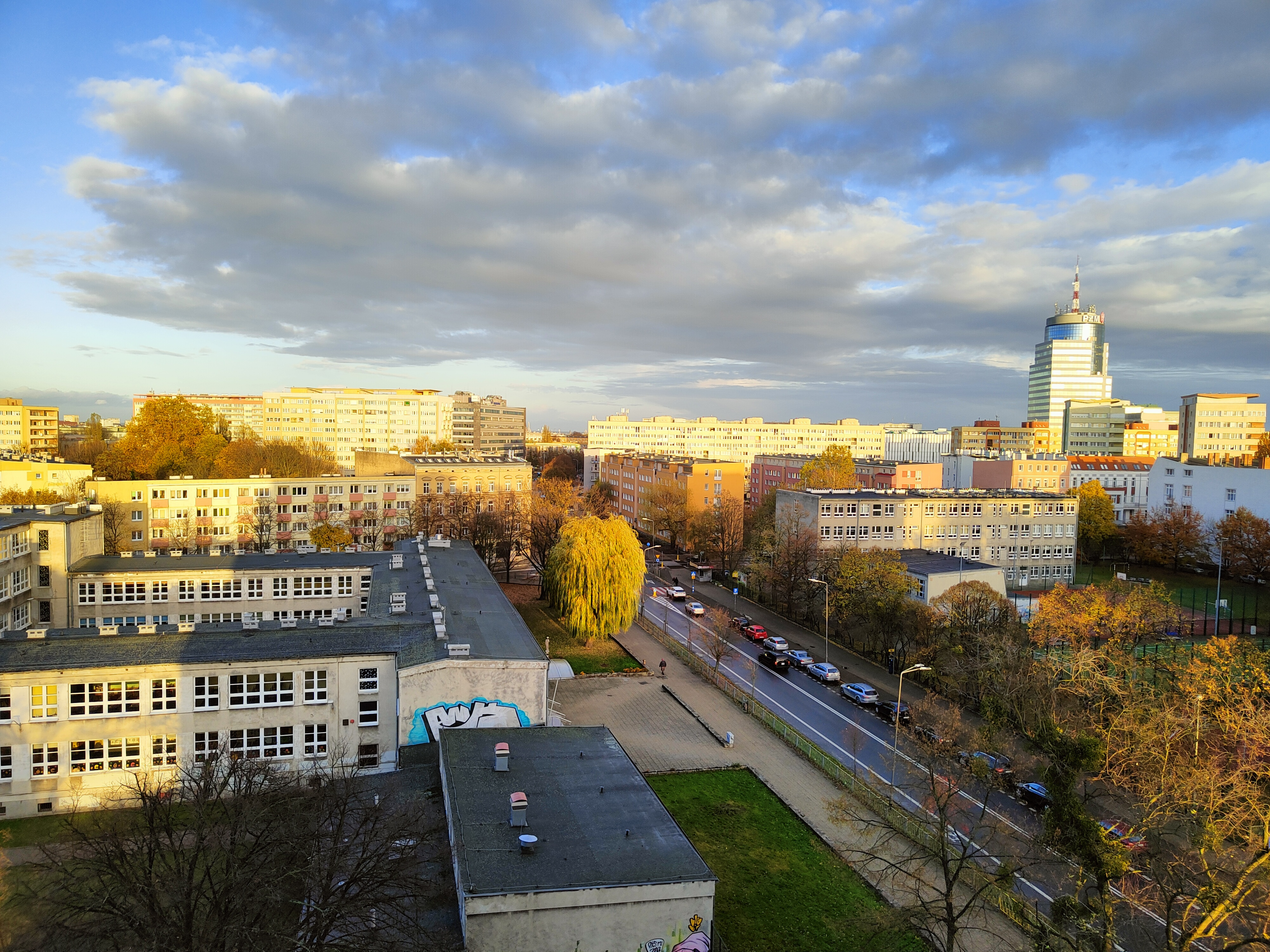
Widok z góry na odcinek od pl. Grunwaldzkiego do al. Wyzwolenia
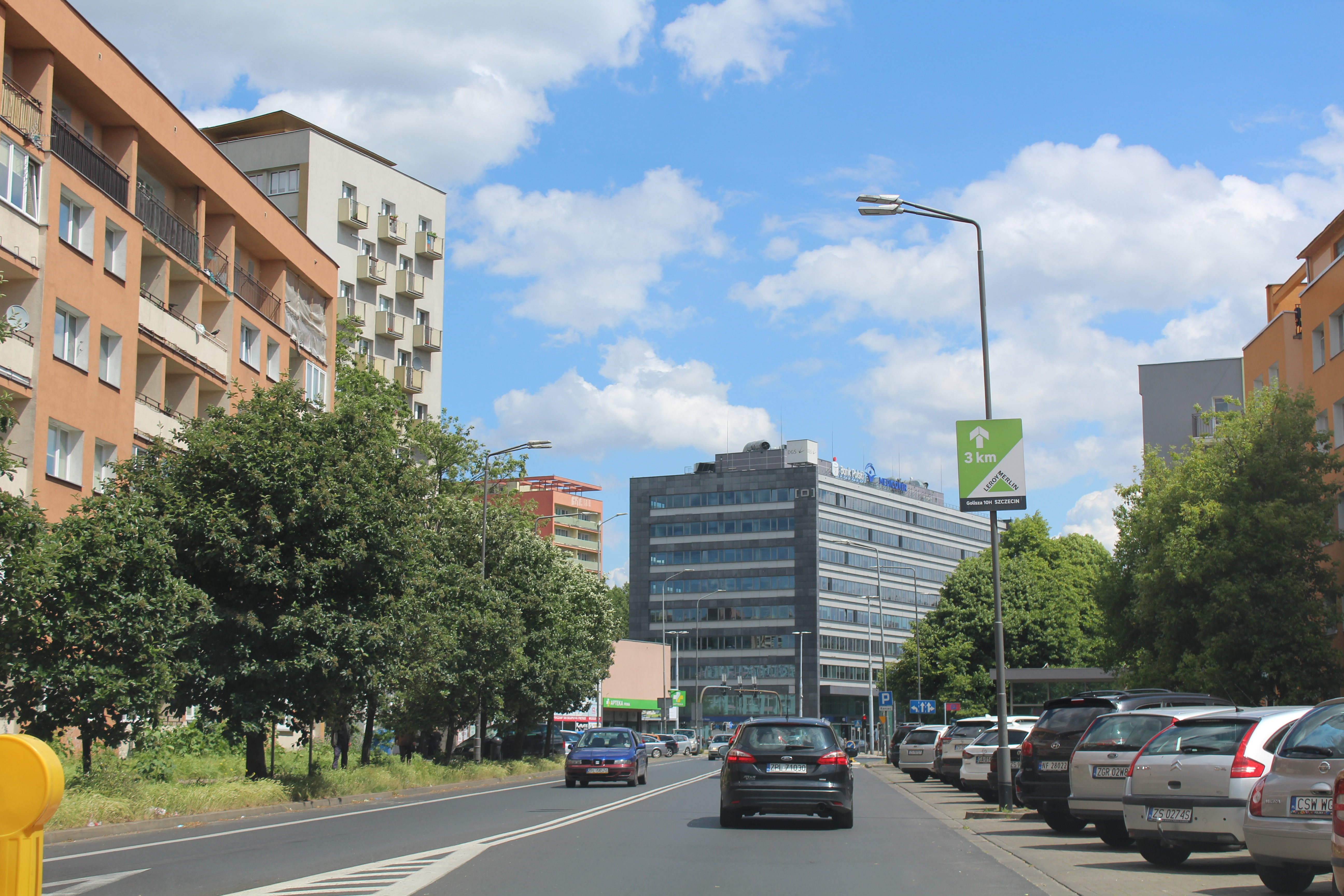
Zabudowa ulicy w pobliżu al. Wyzwolenia
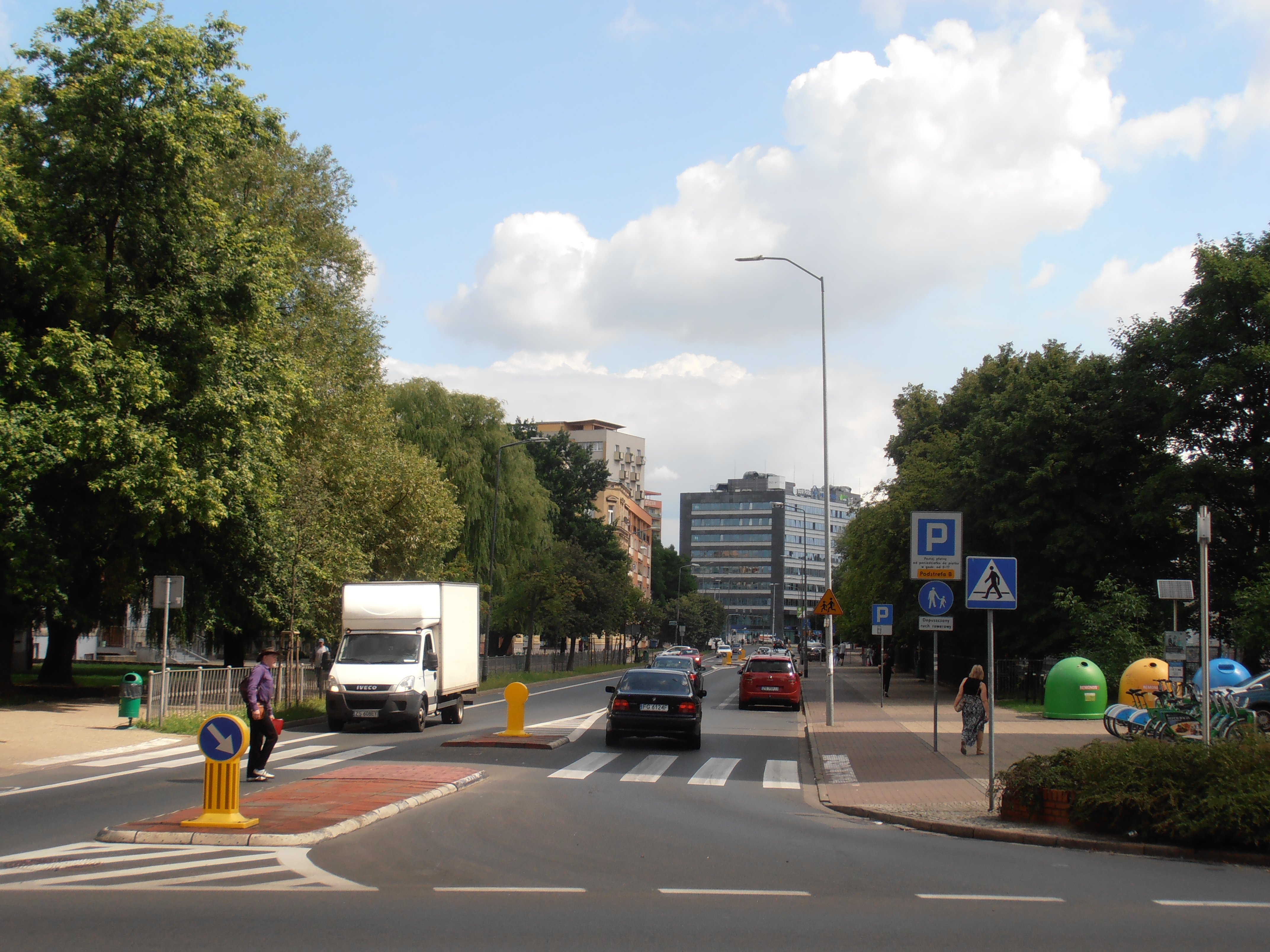
Widok z pl. Grunwaldzkiego w kierunku skrzyżowania z ul. Mazurską
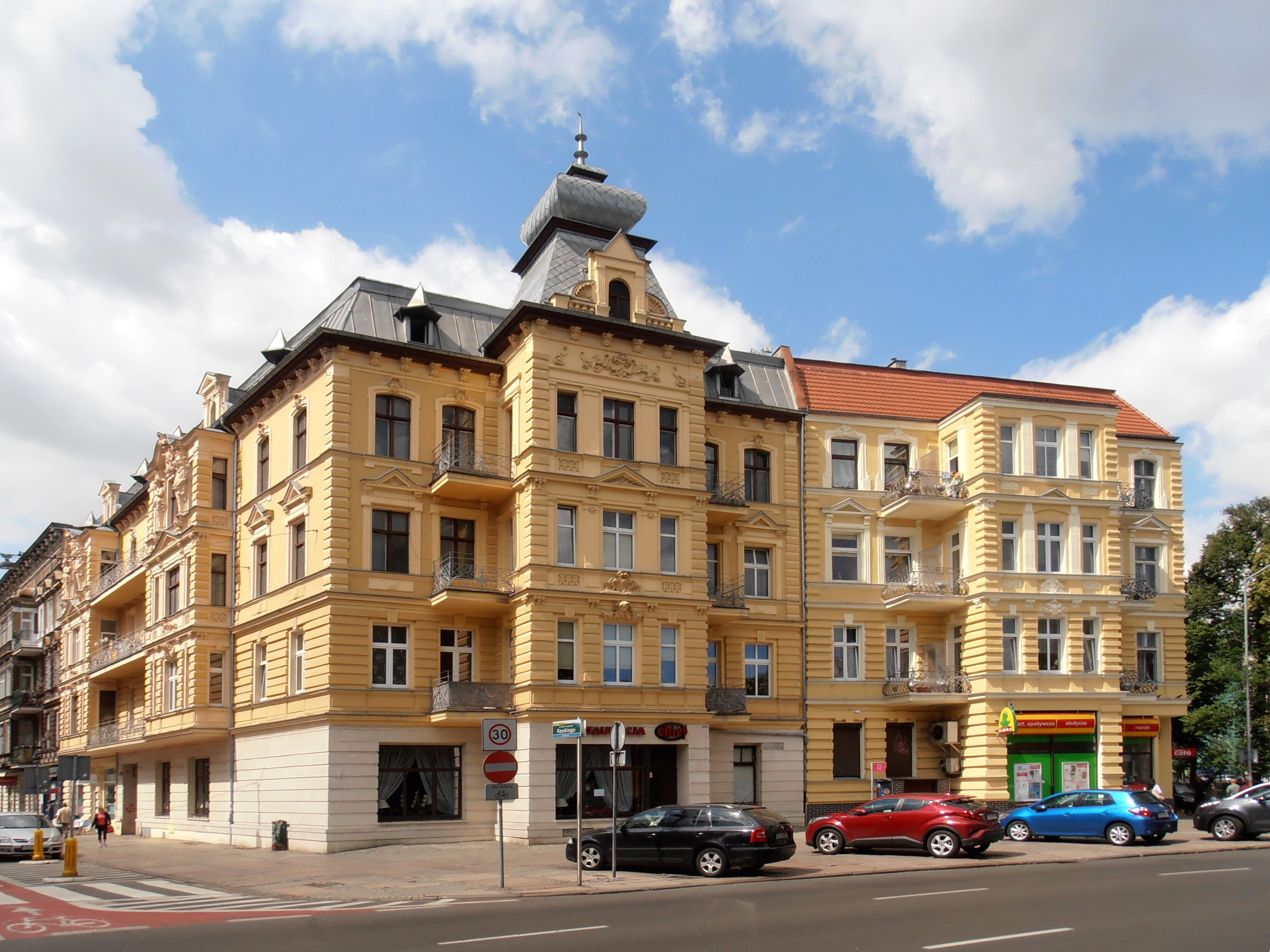
Narożnik z pl. Grunwaldzkim
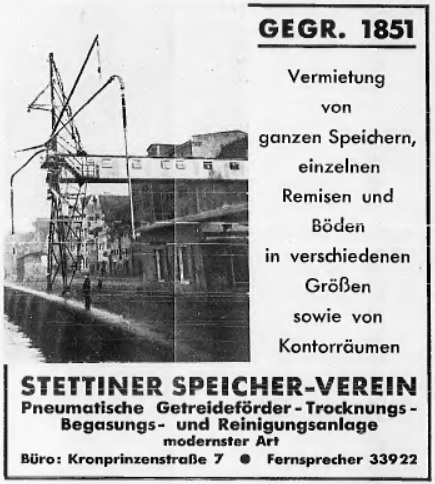
Reklama przedwojennej firmy zajmującej się wynajmem spichlerzy.